# 보토샤니주

주 문장

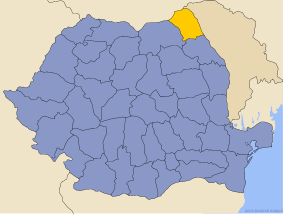
보토샤니 주의 위치

보토샤니주(루마니아어: Judeţul Botoşani)는 루마니아 북동부 몰다비아 지방에 위치한 주로, 주도는 보토샤니이며 면적은 4,986km2, 인구는 452,834명(2002년 기준), 인구 밀도는 91명/km2, ISO 3166-2 코드는 RO-BT이다. 동쪽으로는 몰도바 에디네츠 구, 서쪽으로는 수체아바 주, 북쪽으로는 우크라이나 체르니우치주, 남쪽으로는 이아시 주와 접한다. 2개 시와 5개 마을, 67개 지방 자치체를 관할한다.
주 전체 인구 가운데 98.8%는 루마니아인이며 로마인(0.7%)과 러시아인(0.2%), 우크라이나인(0.2%)도 거주한다.